# Baniewo
Koordinaten: 54° 18′ N, 16° 39′ O
Baniewo (deutsch Banow) ist ein kleiner Ort in der polnischen Woiwodschaft Westpommern. Er gehört zur Landgemeinde Malechowo (Malchow) im Powiat Sławieński (Kreis Schlawe).

## Geographische Lage
Baniewo liegt in Hinterpommern, drei Kilometer nordwestlich von Ostrowiec (Wusterwitz). Es grenzt an die Orte Smardzewo (Schmarsow), Dybowo (Dybow), Kosierzewo (Kusserow) und Podgórki (Deutsch Puddiger). Bahnstation ist Sławno.

## Verkehrsanbindung
Baniewo liegt an der Verbindungsstraße zwischen Karwice (Karwitz) an den Landesstraßen DK 6 und DK 37 und Ostrowiec (Wusterwitz) an der Woiwodschaftsstraße DW 205.

## Geschichte
Der ehemalige Gutshof mit Landarbeiterhäusern hatte vor 1945 eine Größe von 250 Hektar, die dem Kartoffelsaatbau, der Milchwirtschaft und der Viehzucht gewidmet waren. 
Bis 1945 war Banow ein Ortsteil der Gemeinde Wusterwitz, die Sitz des Amtsbezirkes Wusterwitz war und zum Standesamt Segenthin (Żegocino) und Amtsgericht Schlawe im Landkreis Schlawe i. Pom. im Regierungsbezirk Köslin der  Provinz Pommern gehörte.
Kurz vor Ende des Zweiten Weltkriegs wurde Banow am 7. März 1945 von der Roten Armee besetzt. Nach Kriegsende wurden Banow unter polnische Verwaltung gestellt und in Baniewo umbenannt. 
Die Ortschaft gehört heute zur Gmina Malechowo im Powiat Sławieński der Woiwodschaft Westpommern (bis 1998 Woiwodschaft Koszalin).

## Kirche
Banow war vor 1945 in die evangelische Kirchengemeinde Wusterwitz (Ostrowiec) eingegliedert, die mit Deutsch Puddiger (Pogórki) ein eigenes Kirchspiel im Kirchenkreis Schlawe der Kirchenprovinz Pommern in der Kirche der Altpreußischen Union bildete. Heute ist Baniewo Teil der katholischen Parochie Ostrowiec im Dekanat Sławno im Bistum Köslin-Kolberg. Evangelische Ortsbewohner gehören zum Pfarramt Koszalin (Köslin) in der Diözese Pommern-Großpolen der Evangelisch-Augsburgischen Kirche.

## Schule
Die Schulkinder aus Banow besuchten die Schule in  Wusterwitz.